# Лира Орфея
Ли́ра Орфе́я (болг. Лирата на Орфей) — металлическое скульптурное сооружение на оживлённом перекрёстке в Кырджали (Болгария). Установлено в 2006 году. Работа скульптора Зияттина Нуриева (тур. Ziyattin Nuriev), выходца из Кырджали, преподающего на факультете искусств в стамбульском университете Мармара. Один из узнаваемых символов города.
«Лира Орфея» представляет собой сооружение из нержавеющей стали в виде сложного контура из труб, соединённых под прямыми углами. С верхней перекладины свешены 13 цепей («струны» лиры), по которым стекает вода. Скульптура достигает 9 м в высоту и 14 м в ширину.
Торжественное открытие объекта состоялось 20 ноября 2006 года. На автобусной остановке у автовокзала, в непосредственной близости к «Лире», была обустроена временная сцена. Состоялась встреча скульптора Нуриева с журналистами и концерт с участием юных исполнителей из Объединённого детского комплекса, фракийского ансамбля, группы родопской фольклорной песни из Ардино, кларнетиста Нешко Нешева, певца Орхана Мурада. Были приглашены и кукеры из Ивайловграда. В церемонии участвовали кмет общины Кырджали Хасан Азис, депутаты совета общины, представители Министерства культуры Болгарии.
«Лира Орфея» украшает эллипсовидный «остров» в центре кругового перекрёстка размером приблизительно 70 на 40 метров у автовокзала «XXI век». С этого перекрёстка уходят дороги к центру города, в промышленную зону и на другой берег Арды — к жилым массивам и автотрассе в сторону греческой границы, здесь много транзитного транспорта. Композицию окружают клумбы и другие элементы озеленения, работа ландшафтного дизайнера Крыстана Каракашева (болг. Кръстан Каракашев).
Лира Орфея — древний символ, встречающийся в окрестностях Кырджали в Родопских горах начертанным на скалах. В регионе издревле был распространён культ Орфея, перешедший позже от фракийцев к древним грекам (см. Орфизм). В греческой мифологии Орфей — фракиец, по наиболее распространенному варианту, сын фракийского речного бога Эагра и музы Каллиопы. Образ Орфея активно используется в восточных Родопах для создания нового привлекательного для туризма образа региона, на въезде в город также установлена статуя Орфея с лирой в руках. Лира в Кырджали — попытка художника объединить древний миф и современную индустриальную эстетику промышленного города.